# Sudivka, Novi Sanjarî
Sudivka (în ucraineană Судівка) este localitatea de reședință a comunei Sudivka din raionul Novi Sanjarî, regiunea Poltava, Ucraina.

## Demografie
Componența lingvistică a localității Sudivka
     Ucraineană (94,09%)
     Rusă (5,66%)
     Alte limbi (0,26%)
Conform recensământului din 2001, majoritatea populației localității Sudivka era vorbitoare de ucraineană (94,09%), existând în minoritate și vorbitori de rusă (5,66%).